# La Piedad (El Greco, colección Niarchos)
La Piedad, o Pietá, actualmente en la colección de Stavros Niarchos, es un lienzo del Greco datado de ca. 1581. Conforma el número 103 en el catálogo razonado realizado por el historiador del arte Harold Wethey, especializado en este artista.

## Tema de la obra
Aunque no se menciona explícitamente en los evangelios canónicos, la Piedad fue un tema muy popular en el arte cristiano, especialmente en el arte Gótico tardío, el Renacimiento y el Barroco. Consiste en la representación de la Virgen María sosteniendo el cuerpo muerto de Jesucristo en su regazo. La cercanía de María a la cruz después de la Crucifixión se infiere del Evangelio de Juany también cabe mencionar la profecía del anciano Simeón en el Templo de Jerusalén.

## Análisis de la obra
- Collection Niarchos;
- Pintura al óleo sobre lienzo;
- Dimensiones: 120 x 145 cm;
- Datación: 1581 circa;
- Firmado en la corona de espinas, con letras griegas y en cursiva: δομενίκος θεοτόπολης (sic);
- La autenticidad de esta obra está unánimemente reconocida.[4]

No se conserva ninguna copia de este lienzo, ni del maestro ni de su taller, lo que aumenta su importancia. Tanto el colorido del lienzo como colosal cuerpo de Jesús denotan la influencia de la escuela veneciana de pintura, especialmente la de Tintoretto. La Virgen María, que viste un manto azul oscuro, está a medio camino entre su representación en El expolio y la que aparece en El entierro del conde de Orgaz. José de Arimatea lleva una túnica verde y un manto marrón dorado. María Magdalena es del mismo tipo que la pintada en la Magdalena penitente (Kansas), aunque más madura, menos amanerada, mostrando un dolor más humano. Lleva un corpiño blanco con una falda de color lavanda y manto también de color lavanda, sobre el que derrama su rubio cabello.
El lienzo está concebido con un enfoque tan cercano que ha hecho desaparecer la línea del suelo, de forma que las cuatro figuras casi llenan toda la superficie de la pintura, en un espacio inverosímilmente pequeño. La figura de Jesús es una derivación monumentalizada del que aparece en la Piedad de la Museo del Duomo, de Miguel Ángel. Está representado paralelo al plano del lienzo, con su hombro y brazo derechos describiendo un círculo, mientras el izquierdo se extiende a lo largo del cuerpo. La Virgen María está pintada con un gran patetismo, y su rostro —casi de perfil— forma con el cuello un triángulo invertido. María Magdalena sostiene con la suya la mano taladrada de Cristo. José de Arimatea está compuesto en un forzado escorzo, para adaptar su figura al marco de la pintura, y es el único elemento dinámico, mientras que las otras figuras muestran quietud, silencioso patetismo e interiorización del drama.
Según Gudiol, esta es la obra culminante de la etapa siguiente a El entierro del conde de Orgaz. El punto de vista tan cercano intensifica la vitalidad del color, de las formas y de los efectos pictóricos, e incrementa el patetismo y la monumentalidad de la escena. Según este mismo autor, la propia materia pictórica tiene su propia belleza, hasta cierto punto independiente de lo representado. Esto se manifiesta, por ejemplo, en la firme y untuosa materia blanquecina del hombro y brazo izquierdo de Jesús, en la carnación y el manto de la Virgen, y en los detalles de la Magdalena, especialmente en su magnífico velo de gasa.